# Màxim de Torí
Màxim de Torí —Maximus Taurinensis (llatí)— fou bisbe de Torí a la meitat del segle v. Va néixer vers el final del segle iv a Vercelli on va exercir algun ofici eclesiàstic. Va subscriure el 451 l'epístola sinodal del bisbe Eusebi de Milà, dirigida a l'emperador Lleó I. Era present al concili de Roma del 465 on va actuar com a prelat més vell. Va morir a edat força avançada però no se sap quina.
Va deixar escrits tractats, homilies i sermons. Els tractats foren:
- De Baptismo (tres)
- Contra Paganos
- Contra Judaeos
- Expositiones de Capitulis Evangeliorum.